# Sergi Cardona
Sergi Cardona Bermúdez (Lloret de Mar, Provincia de Gerona, España, 8 de julio de 1999), conocido como Sergi Cardona, es un futbolista español que juega de defensa en el Villarreal C. F. de la Primera División de España.

## Trayectoria
Formado en la cantera del Nàstic de Tarragona, llegó al filial, Pobla de Mafumet, en julio de 2018. Debutó en el primer equipo en Segunda División el 9 de junio de 2019, en el empate 1-1 en casa ante el C. D. Lugo. El 25 de junio de 2020, abandonó el Nàstic después de 12 años, tras no aceptar la oferta de renovación del club.
Poco después fichó por la U. D. Las Palmas, para formar parte de su filial, Las Palmas Atlético, que militaba en Segunda División B. El 30 de mayo de 2021 debutó en el primer equipo en la victoria a domicilio por 1-0 sobre la U. D. Logroñés. En la temporada 2021-22 se incorporó a la primera plantilla, aunque mantuvo la ficha del filial, haciéndose con la titularidad del lateral izquierdo al comienzo de la temporada.
En junio de 2022 renovó su contrato hasta 2024 y pasó a tener dorsal en la plantilla profesional de cara a la temporada 2022-23. En la temporada 2022-23 fue un fijo de los partidos que llevaron al club a Primera División. De esta manera en la temporada siguiente debutó en la máxima categoría del fútbol español. Al final de la temporada finalizó su contrato y abandonó el club amarillo tras 4 temporadas.
El 18 de julio de 2024 se incorporó al Villarreal C. F. de la Primera División hasta junio de 2027.

## Estadísticas

### Clubes
Actualizado al último partido disputado el 9 de noviembre de 2024.
| Club                               | Div.          | Temporada     | Liga  | Liga  | Copas nacionales | Copas nacionales | Copas internacionales | Copas internacionales | Total | Total |
| Club                               | Div.          | Temporada     | Part. | Goles | Part.            | Goles            | Part.                 | Goles                 | Part. | Goles |
| ---------------------------------- | ------------- | ------------- | ----- | ----- | ---------------- | ---------------- | --------------------- | --------------------- | ----- | ----- |
| C. F. Pobla de Mafumet · España    | 3.ª           | 2018-19       | 22    | 1     | —                | —                | —                     | —                     | 22    | 1     |
| C. F. Pobla de Mafumet · España    | 3.ª           | 2019-20       | 22    | 0     | —                | —                | —                     | —                     | 22    | 0     |
| C. F. Pobla de Mafumet · España    | Total club    | Total club    | 44    | 1     | 0                | 0                | 0                     | 0                     | 44    | 1     |
| Gimnàstic de Tarragona · España    | 2.ª           | 2018-19       | 1     | 0     | —                | —                | —                     | —                     | 1     | 0     |
| Gimnàstic de Tarragona · España    | 2.ª B         | 2019-20       | 0     | 0     | —                | —                | —                     | —                     | 0     | 0     |
| Gimnàstic de Tarragona · España    | Total club    | Total club    | 1     | 0     | 0                | 0                | 0                     | 0                     | 1     | 0     |
| U. D. Las Palmas Atlético · España | 2.ª B         | 2020-21       | 24    | 1     | —                | —                | —                     | —                     | 24    | 1     |
| U. D. Las Palmas Atlético · España | Total club    | Total club    | 24    | 1     | 0                | 0                | 0                     | 0                     | 24    | 1     |
| U. D. Las Palmas · España          | 2.ª           | 2020-21       | 1     | 0     | 0                | 0                | —                     | —                     | 1     | 0     |
| U. D. Las Palmas · España          | 2.ª           | 2021-22       | 39    | 0     | 0                | 0                | —                     | —                     | 39    | 0     |
| U. D. Las Palmas · España          | 2.ª           | 2022-23       | 39    | 0     | 2                | 0                | —                     | —                     | 41    | 0     |
| U. D. Las Palmas · España          | 1.ª           | 2023-24       | 35    | 1     | 1                | 0                | —                     | —                     | 36    | 1     |
| U. D. Las Palmas · España          | Total club    | Total club    | 114   | 1     | 3                | 0                | 0                     | 0                     | 117   | 1     |
| Villarreal C. F. · España          | 1.ª           | 2024-25       | 12    | 1     | 0                | 0                | —                     | —                     | 12    | 1     |
| Villarreal C. F. · España          | Total club    | Total club    | 12    | 1     | 0                | 0                | 0                     | 0                     | 12    | 1     |
| Total carrera                      | Total carrera | Total carrera | 195   | 4     | 3                | 0                | 0                     | 0                     | 198   | 4     |